# Биль, Ульрих
Ульрих Эдуард Биль (нем. Ulrich Eduard Biel, настоящая фамилия Бильшовски (Bielschowsky); 17 мая 1907, Берлин — 9 января 1996, Берлин) — немецкий юрист и политик, член Христианско-демократического союза. Биль считается человеком, открывшим Конрада Аденауэра для послевоенной Германии.

## Биография
Биль происходил из семьи силезских коммерсантов, родился в семье адвоката в Шарлоттенбурге, изучал юриспруденцию в Женеве и Берлине и в 1934 году защитил в Боннском университете диссертацию в области наследственного права. После прихода к власти национал-социалистов Биль в силу своего еврейского происхождения лишился возможности продолжать карьеру в юриспруденции и в 1934 году эмигрировал в США.
12 мая 1941 года Биль женился в Нью-Йорке на Кадидье Ведекинд, дочери литератора Франка Ведекинда, эмигрировавшего из Германии в 1937 году и сотрудничавшего с театрами Нью-Йорка, Коннектикута и Массачусетса. Биль принял американское гражданство и стал консультантом генерала Джорджа С. Паттона.
По окончании Второй мировой войны Биль в звании капитана армии США вернулся в Берлин, поступил на службу в Государственный департамент США и работал в аппарате коменданта города Берлина.
В 1952 году Биль вновь принял гражданство Германии, сдал государственные экзамены и занялся адвокатской и нотариальной деятельностью в Берлине. После развода с Кадидьей Ведекинд в том же году его постоянной спутницей жизни стала Марион Йорк фон Вартенбург, вдова участника движения Сопротивления Петера Йорка фон Вартенбурга. В браке с Кадидьей Ведекинд детей не было.
Биль считался «серым кардиналом» и ярым антикоммунистом. Ему удалось уговорить социал-демократа Густава Дарендорфа и христианского демократа Эрнста Леммера покинуть Советскую зону оккупации Германии. Биль также способствовал продвижению Эрнста Рейтера и оказывал ему поддержку в борьбе с внутрипартийным оппонентом, обер-бургомистром Отто Островски. В круг друзей Ульриха Биля входили Генри Киссинджер и Збигнев Бжезинский.
В 1960-е годы Биль состоял в ХДС в Западном Берлине. В 1971—1979 годах являлся депутатом городского собрания от округа Веддинг.